# Tillandsia leonamiana
Tillandsia leonamiana là một loài thuộc chi Tillandsia. Đây là loài bản địa của Brasil.

## Giống
- Tillandsia 'Ed Doherty'
- Tillandsia 'Mariposa'